# Gonomyia tristylata
Gonomyia tristylata là một loài ruồi trong họ Limoniidae. Chúng phân bố ở miền Cổ bắc.